# 761
Cette page concerne l'année 761  du calendrier julien.  Pour le nombre 761, voir 761 (nombre).
L'année 761 est une année commune qui commence un jeudi.

## Événements
- 1er mai : Pépin le Bref tient son champ de mai à Düren et congédie son armée[1]. Les troupes de Waïfre d’Aquitaine, conduites par le comte de Bourges Humbert et le comte d'Auvergne Blandin envahissent la Bourgogne au début de l'année et ravagent le pays depuis Autun jusqu'à Châlons-en-Champagne[2]. Pépin rappelle ses forces à l'annonce de l'attaque de Waïfre.
- Printemps : Pépin le Bref passe la Loire, marche sur l'Auvergne, abat des châteaux de Bourbon et de Chantelle puis s’empare de la citadelle de Clermont qui est incendiée[1]. Ses troupes dévastent le Bourbonnais, l'Auvergne et le Limousin[3].
- 16 mai : exécution du moine iconodules Pierre le Calybite, et début de la persécution par Constantin V pour faire reconnaître les canons du concile de Hiéreia[4].
- Août : le gouverneur d’Égypte reprend Kairouan aux Kharidjites[5] (761-771). Le gouverneur perse de la ville, Ibn Rustum, s'enfuit à temps à Tahert dans l’Ouarsenis algérien où il fonde la dynastie Rostémides (761-908) qui dirigera le royaume kharidjite à tendance ibâdite de Tahert (776), devenue la ville sainte du Kharidjisme. Des liens amicaux unissent Tahert à une autre principauté kharidjite, mais sufrite, organisée autour de Sidjilmâsâ vers 770.

- Le roi Fruela Ier des Asturies fonde Oviedo et y installe sa résidence[6].